# 2022年の競輪
2022年の競輪（2022ねんのけいりん）では、2022年（令和4年）の競輪関連の記述と、GP・GI・GII・GIIIを中心としたレースの優勝者及び、獲得賞金ランキング30位までの選手等をまとめる。
2021年の競輪 - 2022年の競輪 - 2023年の競輪

## 新型コロナウイルスに伴う影響
2022年も前年に引き続き、世界的に新型コロナウイルス（COVID-19）の蔓延が続いている中での開催となった。
当年は年初より全国的に感染者が急増したことで競輪界にも再び大きな影響が出てきており、1月14日からの岸和田FIIが関係者の陽性判明により前年9月の久留米FI以来となる中止・打ち切りとなったのを始め、当年は1月だけで岸和田を含め7開催が中止または途中打ち切りとなった。また、暫くはほぼ見られなかった競輪選手による新型コロナウイルス感染者についても年初から急増したほか、入所期間中は選手候補生を原則外出禁止として外部との接触を極力排除していた日本競輪選手養成所においてもクラスターが発生するなどこれまでにない混乱が見られた。ただ、競輪選手による新型コロナウイルス感染者の発生は時々見られているものの、コロナに起因する開催中止に関しては5月上旬までにほぼ収束した。
これら一連の動きの詳細は、以下「できごと」を参照のこと。

## できごと
広報活動、記録、人事、実施（開始）・終了、その他事象　※記載の級班はできごと当日時点

### 1月
- 04日 - 【記録】 豊岡英子（大阪・114期、L1）が、いわき平FIIにて41歳4か月25日で優勝、加瀬加奈子が2021年7月13日に更新したガールズケイリン最年長優勝記録[2]を更新[3]。 → 2021年7月13日
- 07日 - 【記録】 JKAは、2021年（1月 - 12月）の競輪選手取得状況を公表[4]。賞金王は古性優作（大阪・100期、SS）で2億1,056万1,000円[5]、賞金女王は高木真備（東京・106期、L1）で2,603万6,000円[6]であった。新人では、男子（119期）は吉田有希（茨城、S2）がトップで1,169万8,000円、女子（120期）は太田瑛美（三重、L1）がトップで621万1,000円であった[7]。また、2021年はその前年ほどの混乱はなかったことに加え賞金の増額があったことで1,000万円以上取得者は875名となり、また12月31日時点での全登録選手2,360名の平均取得額は1,084万2,463円と、いずれも過去10年間（2011年以降）で最高となった[8]。
- 08日 - 【記録】 中川誠一郎（熊本・85期、S1）が、佐世保FI2日目第12レース（準決勝）において上がりタイム10.7を記録し、佐世保競輪場のバンクレコードを更新。なお、それ以前の記録は、竹内久人（岐阜・37期、引退）が1999年9月12日に記録した10.8[9][10]（ほかに大塚健一郎も2012年にタイ記録を樹立[11]）。
- 13日 - 【広報】 日本競輪選手養成所は、第123回選手候補生（男子）・第124回選手候補生（女子）の一般入所試験合格者を発表[12]。第123回選手候補生（男子）では岡部芳幸（福島・66期、A1）を父に持つ岡部怜音ら70名が、また第124回選手候補生（女子）では戸邉英雄（茨城・51期、引退）を父に持つ戸邉香奈実、高橋美行（愛知・33期、引退）を父に持つ高橋美沙紀ら20名が、それぞれ合格した[13][14][15]。なお、養成所では、本年も前年同様に入学式を例年より遅らせて5月27日に実施予定である[12]。
- 14日 - 【記録】 梅澤謙芝（三重・57期、A3）が、四日市FII（ミッドナイト）初日第2レース（予選）で1着となり、通算500勝達成[16]。S級創設（1983年4月）以降で2021年3月に達成した稲垣裕之（京都・86期、S1）以来通算38人目の記録で、デビューから35年8か月4日（デビュー日を含まない）での達成であった。規程により、後日JKAより表彰予定[17]。
- 18日 - 【記録】 日本競輪選手養成所にて、1月17日・18日の2日間で行われた第121回生（男子）・第122回生（女子）第3回卒業認定記録会において、第121回生である村田祐樹（3回目）、東矢圭吾（2回目）、荒川仁、纐纈洸翔、治田知也、梅崎隆介、大川剛、齋藤雄行（適性試験合格者）の各候補生が、ゴールデンキャップを獲得。記録会で一度に8名ものゴールデンキャップ獲得者の誕生は、2021年第2回卒業認定記録会で誕生した8名と並び、過去最多タイであった[18]。また、これにより第121回生はこれまでで過去最多となる15名ものゴールデンキャップが誕生した。 → 2021年9月10日
- 24日 - 【広報】 JKAは、2021年競輪表彰選手を発表。最優秀選手賞はKEIRINグランプリ2021を制した古性優作（大阪・100期、SS）が初受賞。優秀選手賞は松浦悠士（広島・98期、SS）、郡司浩平（神奈川・99期、SS）、平原康多（埼玉・87期、SS）の3名が受賞。また、優秀新人選手賞は山口拳矢（岐阜・117期、S1）が、特別敢闘選手賞は吉田拓矢（茨城・107期、S1）が、それぞれ受賞した。ガールズ最優秀選手賞はガールズグランプリ2021を制した高木真備（東京・106期、L1）が初受賞。ガールズ優秀選手賞は石井寛子（東京・104期、L1）、児玉碧衣（福岡・108期、L1）の2名が受賞。その他、自転車競技で活躍した選手が対象となる国際賞は、新田祐大（福島・90期、S1）、脇本雄太（福井・94期、S1）、深谷知広（静岡・96期、S1）、橋本英也（岐阜・113期、A2）、小原佑太（青森・115期、S1）、窪木一茂（福島・119期、A3）、小林優香（福岡・106期、L1）、鈴木奈央（静岡・110期、L1）、梅川風子（東京・112期、L1）、佐藤水菜（神奈川・114期、L1）の男女10名が受賞した。特別賞・特別功労賞の受賞者はいなかった。なお、表彰式典は新型コロナウイルス感染拡大防止の観点から、前年同様中止となった[19][20]。

### 2月
- 15日 - 【実施】 JKAは、4月以降のミッドナイト競輪における新しい施策等について発表。まずは、現在は1日2場までとしているミッドナイト競輪の開催を、5月、7月、8月に1日3場（各場とも7レース制）で試行実施する。その他、4月と8月に約10年ぶりにS級戦を交えたFI（S級戦5レース、A級1・2班戦4レース）を試行実施するほか、5月にガールズケイリン4レース制（L級戦2レース×2個による4レース、A級1・2班戦5レース）の試行実施も行うことが発表された[21]。また併せて、5月23日より小松島競輪場でも新たにミッドナイト競輪を開始する（全国26場目）ことも発表した[22]。→ 5月23日
- 19日 - 【実施】 JKAは、2月28日と3月1日に開催を予定していた日本競輪選手養成所第121期（男子）、第122期（女子）選手候補生による卒業記念レースを延期すると発表。伊豆事業所（養成所）内で新型コロナウイルス感染者が確認されたため訓練を中止した影響で日程などの見直しを行っており、延期後の日程は協議中としている。なお、中止していた訓練は18日より再開した[23]。　→ 3月15日

### 3月
- 01日 - 【終了】 立川市は、管理施行者として運営している専用場外「サテライト妙高」（妙高市）を3月31日限りで車券発売を休止すると発表。翌日以降の払戻し業務については、有効期限まで妙高市役所で行うとしている[24]。サテライト妙高は2005年にオープンした、自治体が全国で初めて設置した専用場外で、妙高市と立川市、公益財団法人JKA東日本地区本部が構成する協議会により運営されている。ただ、売り上げは2008年度の約19億円をピークに年々減少しており、2021年度は約5億円に留まる見通しであるため、協議会の臨時会で車券販売業務の当面休止が決定した[25][26]。
  - その後、6月21日に、2023年3月31日をもって閉鎖することを発表[27]。
- 03日 - 【実施】 日本競輪選手養成所は、第121期（男子）、第122期（女子）選手候補生卒業式を実施。今年度の卒業式においても、新型コロナウイルス感染症拡大予防の観点から来賓・候補生の親族等の招待は行わずに挙行した。ゴールデンキャップ賞は、第121期生では史上最多だった昨年の7人を大きく上回る13人[28]が受賞した。また、2018年より導入された報奨金賞の支給総額は、第121期生47人・1440万円（史上最多）、第122期生8人・135万円であった。今後、第121期、第122期選手候補生は3月18日に選手登録され、4月30日より実施される「競輪ルーキーシリーズ」にて順次選手デビューする予定である[29][30]。なお、男女ともに卒業記念レースは延期のまま実施しておらず、卒業式後に卒業記念レースを実施するという異例のケースとなった。
- 15日 - 【実施】 日本競輪選手養成所は、延期を発表していた第121期（男子）、第122期（女子）選手候補生による卒業記念レースについて、4月5日に実施することを発表。また併せて、日程は2日間から開催当日のみに短縮し、会場は養成所内の333ピストに再度変更の上、無観客にて実施することとした（レースの模様はSPEEDチャンネル、YouTubeライブにて視聴可能）[31]。なお、第121期（男子）、第122期（女子）両候補生については先に卒業式を実施したため一旦帰省しており、前検日である4月4日に改めて養成所に招集する。　→ 2月19日
  - 4月5日に実施された卒業記念レースでは、当初告知された333ピストではなく、JKA400にて行われた[32]。第121期（男子）は纐纈洸翔（愛知、A3）が、第122期（女子）は畠山ひすい（北海道、L1）が、それぞれ卒記チャンプとなった[33]。ちなみに、当日の出場選手は既に競輪選手として登録されていたため、初の「競輪選手による卒業記念レース」ともなった。
- 18日 - 【記録】 第6回ウィナーズカップ（宇都宮）初日第6レースにおいて、1着⑤磯田旭・2着⑥高橋陽介・3着④柴崎淳となり、GII開催における3連単払戻金額と2車単払戻金額の最高払戻金額を更新。3連単払戻金は1,149,810円（476番人気）、2車単払戻金は121,880円（71番人気）であった。ちなみに、それまでの記録は、3連単は2020年9月19日の第36回共同通信社杯（伊東）2日目第2レースにおける1,002,490円（490番人気）、2車単は1997年7月5日のふるさとダービー（防府）における114,950円（65番人気）であった。
  - GI開催における3連単・2車単の最高払戻金額は、いずれも2009年5月4日のSSシリーズ風光る（岸和田）2日目第10レースにおける、3連単／1,390,010円・2車単／91,500円[34]。
- 21日 - 【記録】 第6回ウィナーズカップ（宇都宮）の総売上額が85億5773万3500円（目標は70億円）となり、2017年の第1回大会で記録した76億8742万4800円を大幅に更新し、ウィナーズカップにおける総売上額新記録を達成[35]。
- 23日 - 【記録】 伊藤正樹（愛知・71期、S2）が、岸和田FI2日目第8レース（選抜）で1着となり、通算500勝を達成。S級創設（1983年4月）以降で1月に達成した梅澤謙芝（三重・57期、A3）以来通算39人目の記録で、デビューから28年11か月13日（デビュー日を含まない）での達成であった[36]。
  - その後、規程に基づき、5月8日に名古屋競輪場において表彰式が執り行われた[37]。
- 25日 - 【実施】 JKAは、競輪最高会議において、2023年度特別競輪（GP・GI・GII）の開催場・日程を決定したことを発表[38]。当該年度ではGI初開催となる競輪場はないが、岐阜競輪場では13年ぶりのGI開催が決定した（2024年2月に第39回全日本選抜競輪を開催予定）ほか、KEIRINグランプリ2023は立川競輪場で4年ぶりの開催が決定した[39]。
- 26日 - 【実施】 玉野競輪場内に建設中であった選手宿舎兼ホテルである「KEIRIN HOTEL 10」（ケイリン ホテル テン）が、玉野競輪開設記念開催に合わせグランドオープン。日本初の「スタジアム一体型ホテル」を標榜し、特に5階以上はテラスが付いたバンクビューとしており、レースを間近で観戦することが可能（ミッドナイト競輪は窓越しに観戦が可能）。なお、競輪開催時は客室は選手宿舎としての使用が優先されるため宿泊可能な客室数が減少するほか、大浴場など一部の施設が利用できないなど制限もある[40]。宿泊料金は、バンクビューコンパクトダブルが1人1室8360円〜としている[41]。なお、グランドオープンに先駆けて前日の25日には場内でオープニングセレモニーが行われた[42]。

### 4月
- 01日 - 【広報】 全国競輪施行者協議会は1日、2021年度の車券総売上高を発表。GIを含め開催中止が相次いだ2020年度と比べ目立った開催中止がなかったことなどプラス要因もあり、対2020年度比で128.4%となる9631億3007万1000円となり、8年連続増となった[43]。なお、総売上高が9000億円を超えたのは2004年度以来17年ぶり、また対前年比で20%超もの増加を記録したのは平成以降では初となった[44]。
- 03日 - 【人事】 ガールズグランプリ2021覇者で2021年賞金女王でもある高木真備（東京・106期、L1）が、同日京王閣競輪場にて行われたグランプリ優勝報告会にて、現役引退を表明。引退後は保護犬・保護猫活動をしていくとの意向を示した[45][46]。
  - その後、5月16日付で選手登録消除され正式に引退。通算戦績616戦379勝、優勝91回（うち特別競走5回）。
- 08日 - 【実施】 JKAは8日、本年7月1日にガールズケイリンが開始10周年を迎えるに当たり、「女子選手が出場する競輪10周年記念事業」として、6月29日から7月1日の3日間で平塚競輪場[47]にて女子選手84名による「ALL GIRL'S 10th Anniversary」（6個レース×2による12レース）を、9月19日（共同通信社杯競輪最終日）に名古屋競輪場にて歴代のガールズグランプリ覇者を中心に選抜した企画単発レース「ティアラカップ」を、それぞれ実施すると発表[48][49]。
  - その後、6月1日に「ガールズケイリン10周年特設サイト」を開設[50]。
- 16日 - 【記録】中野慎詞（岩手・121期、A2）が青森FI（ナイター）で完全優勝。1月1日のデビュー戦より無傷で18連勝を達成。A級1班・2班戦で3開催連続優勝を達成したことにより、翌17日付にてS級2班へ特別昇級を果たした（デビュー戦から106日目）[51]。A級3班によるチャレンジレースを導入した2008年1月以降において、本格デビュー場所から負けなしの6開催連続優勝（18連勝）でS級特別昇級を果たしたのは、2021年9月23日に達成した上野雅彦（香川・119期、S2）以来6人目[52]、また早期卒業者では寺崎浩平（福井・117期、S1）以来2人目の快挙[53]。→ 2021年9月23日

### 5月
- 03日 - 【人事】 萩原操（三重・51期、S2）が、現役引退を表明。最高齢S級在籍、最高齢S級勝利（2021年11月26日、小松島FI第6レース）などの記録を樹立した。本年2月の防府FIを最後に長期欠場を続けていたこともあり、引退を決意した[54]。→ 2021年11月26日
  - その後、5月16日付で選手登録消除され正式に引退。通算戦績3351戦393勝、優勝23回。
- 05日 - 【記録】 坂井洋（栃木・115期、S1）が、第76回日本選手権競輪（いわき平）3日目第5レース（選抜）において、上がりタイム10秒5を出し、山崎芳仁と並ぶいわき平競輪場バンクレコードタイ記録を樹立[55]。
- 10日 - 【実施】 全国競輪施行者協議会は、ミッドナイト競輪を7月4日より岸和田競輪場（全国27場目）で[56]、ナイター競輪を8月27日より名古屋競輪場（全国25場目。ミッドナイト競輪は既に実施）で[57]、それぞれ開始することを発表[58]。
- 15日（現地時間） - 【記録】 佐藤水菜（神奈川・114期、L1）が、カナダ・ミルトンで行われた2022UCIトラックネーションズカップ第2戦・最終日（4日目）の女子ケイリンにおいて決勝戦2位となり、同種目で銀メダルを獲得。佐藤は3着入線であったが2着選手の降格処分により2位に繰り上がった。また、同じく決勝戦に進出した小林優香（福岡・106期、L1）は落車棄権となったが同じく繰り上がりにより3位となり銅メダルを獲得した[59][60]。
- 17日 - 【記録】 15日より17日まで函館競輪場にて開催されたGIII・開設72周年記念「五稜郭杯争奪戦」（ナイター）において、4日間の総売上額が54億7528万6900円となり、ナイターGIIIとして初めて50億円を突破しナイターGIII総売上額の新記録を樹立。なお、競輪における初のナイターGIIIは2017年4月8日 - 11日で川崎競輪場にて行われたGIII・開設68周年記念「桜花賞・海老澤清杯」であり、従来のナイターGIIIの総売上額トップは、2019年4月18日 - 21日の日程で川崎競輪場にて行われたGIII・開設70周年記念の45億9139万6500円であった[61]。
- 23日 - 【実施】 小松島競輪場にて、ミッドナイト競輪を開始（全国26場目）[22]。→ 2月15日
- 27日 - 【実施】 日本競輪選手養成所は、第123回（男子）選手候補生（71名）・第124回（女子第12回）選手候補生（23名）の入所式を実施。今年度も、新型コロナウイルス感染症予防の観点から来賓及び選手候補生関係者を招待しないなど式の規模を縮小して実施した[62]。

### 6月
- 03日 - 【実施】 青森市は、秋田県秋田市にて競輪場外車券売場「サテライト秋田」を開設することを発表。所在地は秋田県秋田市広面字板橋添311番地で、秋田市では初の場外車券売場となる。館内には一般観覧席48席・特別観覧席16席の計64席を設置する。6月4日より営業開始[63]。
- 07日 - 【記録】 石井寛子（東京・104期、L1）が、小田原FII（モーニング）2日目第7レースで1着となり、ガールズケイリン初の通算500勝を達成。S級創設（1983年4月）以降男子も含めて通算40人目の記録。登録日から9年1か月28日での達成であった[64][65]。
  - その後、規程に基づき、7月7日に京王閣競輪場にて通算500勝表彰式が行われた[66][67]。
- 08日 - 【記録】 石井寛子（東京・104期、L1）が、小田原FII（モーニング）で優勝し、ガールズケイリン開催実績のない小松島、TIPSTAR DOME CHIBAを除くガールズケイリン開催全41場制覇（優勝）を達成（但し、石井は旧千葉ではあっせんがなく競走参加実績はなし）[68]。
  - なお、石井は小田原での開催実績がなかった2021年5月5日の時点で、既に当時の開催全40場制覇を達成している[69]。
- 19日 - 【記録】 佐藤慎太郎（福島・78期、SS）が、第73回高松宮記念杯競輪（岸和田）決勝で5着となり、通算取得賞金額が15億円を突破。通算取得賞金額15億円突破は史上11人目、現役選手では5人目の記録となった[70]。
- 23日 - 【記録】 新田康仁（静岡・74期、A1）が、函館FI（ナイター）2日目第4レース（準決勝）にて勝利し、通算500勝を達成。S級創設（1983年4月）以降女子（1人）を含めて通算41人目の記録。デビューから27年10か月9日（デビュー日を含まない）での達成であった[71]。 → 3月23日
  - その後、規程に基づき、7月9日に静岡競輪場にて通算500勝表彰式が行われた[72]。
- 24日 - 【記録】 中野慎詞（岩手・121期、S2）が、函館FI（ナイター）で完全優勝し、2008年1月のチャレンジ戦導入後では新記録となる、デビューから無傷の21連勝を達成。なお、これまでの記録は、2009年の深谷知広（静岡・96期、S1）と2020年の山口拳矢（岐阜・117期、S1）による20連勝（ルーキーシリーズ除く。山口拳矢はルーキーシリーズも含めると26連勝）[73]。
- 26日 - 【事象】 京都向日町競輪場で停電が発生。復旧を目指したが断念し、当日開催予定であったFII（ミッドナイト）2日目は全レースが中止・返還となり、2日目は翌27日に順延となった。なお、これにより最終日も繰り下がり28日となったことで、同日は試行開催を除くと異例のミッドナイト競輪1日3場開催となった[74][75]。

### 7月
- 04日 - 【実施】 岸和田競輪場にて、ミッドナイト競輪を開始（全国27場目）[56]。→ 5月10日
- 07日 - 【実施】 全国競輪施行者協議会は、ミッドナイト競輪を9月15日より高松競輪場（全国28場目）で開始することを発表[76]。
- 08日 - 【記録】 松井宏佑（神奈川・113期、S1）が、福井記念2日目第7レース（二次予選）において、上がりタイム10秒6を出し、山口拳矢と並ぶ福井競輪場バンクレコードタイ記録を樹立[77]。
- 09日 - 【事象】 福井記念3日目において、悪天候により第10レース（準決勝）以降の開催打ち切りが決定。9日当日は第10レースの直前から豪雨となったためレースを中断し、バンク内に溜まった雨水の排水作業を行うも改善しなかったことと、その後も更なる悪天候が予想されたことから第9レースをもって打ち切りとした。なお、中止となった準決勝については抽選により「みなし着位」を決定し、その順により翌10日の最終日決勝戦進出者を決定した[78][79][80]。
- 13日 - 【記録】 加瀬加奈子（新潟・102期、L1）が、弥彦FIにて42歳1か月13日で優勝。1月に豊岡英子（大阪・114期、L1）により更新されていた、自身が持っていたガールズケイリン最年長優勝記録を再度更新した[81]。 → 1月4日
- 24日 - 【記録】 中川誠一郎（熊本・85期、S1）が、佐世保記念2日目第8レース（二次予選）において上がりタイム10.6を記録し、自身が1月に記録した佐世保競輪場のバンクレコードを再度更新[9][82]。 → 1月8日
- 25日 - 【実施】 JKAは、新人戦である「競輪ルーキーシリーズ」成績上位者による単発レース「競輪ルーキーシリーズプラス」（従来は新人男子のみで7名ずつ、2レース）について、本年度の実施場が決定したこと、そして本年度より女子選手においても「競輪ルーキーシリーズプラス」（新人女子7名）を1開催実施することを発表[83]。

### 8月
- 05日 - 【実施】 全国競輪施行者協議会は、ミッドナイト競輪を10月3日より静岡競輪場（全国29場目。ナイター競輪は既に実施）で[84]、10月15日より京王閣競輪場（全国30場目。ナイター競輪は既に実施）で[85]、それぞれ開始することを発表。→ 10月3日・15日
- 10日 - 【記録】 神山雄一郎（栃木・61期、S2）が、GI・第65回オールスター競輪（西武園）2日目第4レース（一次予選１）に出走し[86]、自身の持つオールスター競輪連続出場記録（33回連続。第33回より継続）[87]、GI最高齢出場記録（54歳4か月）[88]を、ともに更新。
- 12日 - 【事象】 開催中のGI・第65回オールスター競輪（西武園）において、台風8号が関東地方に上陸する恐れがあることを受けて、大会4日目である12日の全競走終了後に、関係者・代表選手らの協議により、大会5日目となる翌13日の開催を中止とし、同大会開催期間を1日順延することを決定。これにより大会5日目（準決勝戦）は14日に、最終日（決勝戦）は15日に、それぞれ順延となった[89][90][91]。なお、GII以上の特別競輪で開催期間中に中止・順延が発生したのは、2019年の第28回寬仁親王牌・世界選手権記念トーナメント2日目以来で、オールスター競輪に限定すると2013年の第56回大会最終日（当時は5日間制）以来、さらに6日制GIでの中止・順延は1999年の第42回オールスター競輪（甲子園）2日目以来となった。
- 13日 - 【記録】 中野慎詞（岩手・121期、S2）が、静岡FI2日目第12レース（準決勝）において、上がりタイム10秒8を出し、佐藤仁などと並ぶ静岡競輪場バンクレコードタイ記録を樹立。また、ここまででデビューしてから26連勝となり、自身が持つデビュー戦からの連勝記録を伸ばした[92]。
- 14日 - 【記録】 中野慎詞（岩手・121期、S2）が、静岡FIで完全優勝。当年1月にデビューしてから9場所連続で完全優勝し27連勝となり、2008年1月からのA級3班チャレンジ制度導入以降（記録上は1997年以降）では山口拳矢（岐阜・117期、S1）が2020年に記録したデビューからの連勝記録（ルーキーシリーズでの9連勝も含む26連勝）を更新した[93][94]。なお、歴代では須田一二三（岐阜・16期、引退）が持つ37連勝がデビュー以降最多連勝記録であるほか、現在の特別進級（特進）制度が設けられてからのデビュー以降最多連勝記録は坂本勉（青森・57期、引退）が持つ35連勝[95]。
  - その後、9月8日からの青森記念でも準決勝まで3連勝し30連勝としたが、最終日（9月11日）決勝戦では9着となり、連勝記録は30で止まった[96]。
- 15日 - 【記録】 太田海也（岡山・121期、A2）が、奈良FI初日第3レース（予選）において上がりタイム9秒0を出し、平石光弘（栃木・37期、引退）らと並ぶ奈良競輪場バンクレコードタイ記録を樹立[97]。
- 15日 - 【記録】 GI・第65回オールスター競輪（西武園）において、脇本雄太（福井・94期、S1）が全て1着の完全優勝。オールスター競輪での完全優勝は、第41回（1998年）の山口幸二以来で創設当初の「全国オールスター争覇競輪」だった時代も含めて史上5人目。また、第17回（1974年）創設のドリームレースを含む完全優勝は、第30回（1987年）の滝澤正光、第32回（1989年）の坂本勉に続き33年ぶり3人目であるほか、6日間での5連勝による完全優勝は史上初となった（過去の大会では予選は2走のため全て4連勝）。また、脇本はGIでの完全優勝は自身3度目となった[98][99]。
- 16日 - 【記録】太田海也（岡山・121期、A2）が、奈良FI2日目第4レース（準決勝）において上がりタイム8秒9を出し、平石光弘（栃木・37期、引退）が1992年5月22日に記録した（ほか太田含め3名がタイ記録）奈良競輪場バンクレコードを30年ぶりに更新[100][97]。
- 23日 - 【記録】 脇本雄太（福井・94期、S1）が、立川FI2日目第12レース（準決勝）で1着となり19連勝を達成し、1994年に吉岡稔真（福岡・65期、引退）が記録したS級戦連勝記録（18連勝）を28年ぶりに更新[101][102]。
- 24日 - 【記録】 脇本雄太（福井・94期、S1）が、立川FI最終日第10レース（決勝）において上がりタイム10秒6を出し、深谷知広（静岡・96期、S1）らと並ぶ立川競輪場バンクレコードタイ記録を樹立。また、このレースの勝利でS級戦連勝記録も20に伸ばした[103]。
  - その後、S級戦連勝記録については、同年9月16日の第38回共同通信社杯競輪（名古屋競輪場）初日一次予選まで21に伸ばした[104]。また、2023年5月31日、JKA本部にて新記録達成を表彰された[105]。
- 27日 - 【実施】 名古屋競輪場にて、ナイター競輪を開始[57]。→ 5月10日

### 9月
- 06日 - 【実施】 JKAは、ガールズケイリンのリブランディングを行っていく上で、第1弾となる変更点を発表。一つ目は、ガールズグランプリとヤンググランプリの開催日を入れ替え、本年よりガールズグランプリを12月29日に、ヤンググランプリを12月28日に、それぞれ変更。二つ目は、2023年1月からユニホームのリニューアルが検討されていることに先んじて、今月30日を節の初日とする開催からレーサーパンツを男子選手と同じく黒を基調としたデザインに一新する（なお、これは4月8日に発表済み。また、9月19日に名古屋競輪場で行われる「ティアラカップ」にて、先行して出場選手が新レーサーパンツを披露する）。三つ目は、同じく今月30日を節の初日とする開催から、あらゆる気象条件下でも選手が一定の走行能力を発揮できるよう競走時には前後輪ともにスポーク車輪を使用する[106][107]。
- 15日 - 【実施】 高松競輪場にて、ミッドナイト競輪を開始（全国28場目）[76]。→ 7月7日
- 18日 - 【記録】 荒井崇博（佐賀・82期、S1）が、GII・第38回共同通信社杯競輪（名古屋）3日目第6レース（選抜）にて勝利し、通算500勝を達成。本年6月23日に達成した新田康仁（静岡・74期、S1）以来、S級創設（1983年4月）以降女子（1人）を含めて通算42人目の記録となった。1999年2月1日の選手登録から23年7か月17日（登録日は含まない）での、またデビューから23年5か月16日（デビュー日を含まない）での達成であった[108][109]。
  - その後、規程に基づき、10月29日に武雄競輪場にて表彰式が執り行われた[110]。
- 22日 - 【終了】 専用場外「サテライト大和」（大和町）が2023年3月末をもって閉館することが一部の新聞報道により判明。売り上げは開設した2004年度の約30億円がピークで、以降は他の専用場外との競合、東日本大震災による一時休館、さらには近年はコロナの影響や、インターネットで車券を買える環境が整ったことなどで、2021年度の売り上げは約7億円と低迷した。施設を保有する松戸公産が、運営委託契約が満期となる2023年3月末をもって事業終了することを決断、9月9日に大和町に通達した[111]。なお、「サテライト大和」公式ツイッターによると、営業最終日は2023年3月29日となる[112]。
- 29日 - 【人事】 日本選手権競輪4度を含むGIを6度、KEIRINグランプリを2度優勝した村上義弘（京都・73期、S1）が、現役引退を表明。当日、JKAを通じてマスコミ各社にFAXで現役引退する旨を報告した[113][114][115]。
  - その後、10月5日に日本競輪選手会本部で引退記者会見を行い[116]、10月11日付で選手登録消除され正式に引退。通算戦績2236戦655勝（うち優勝91回）、生涯獲得賞金19億7690万3189円[115]。
- 30日 - 【実施】 JKAは、高松宮記念杯競輪について、2023年の第74回より期間を2日間延長し6日間制とし（高松宮記念杯競輪における6日間開催は1998年の第49回大会以来25年ぶり）、日程についても当初発表より2日間前倒しし2023年6月13日（火）を初日として6月18日（日）まで行うことを発表。また併せて、2023年の第74回より高松宮記念杯競輪は2025年日本国際博覧会（大阪・関西万博）に協賛することも発表した[117][118][119]。
- 30日 - 【実施】 JKAは、ガールズケイリンのリブランディング第2弾として、2023年より新たなトーナメント制ガールズケイリン特別競走を新設することを発表。高松宮記念杯競輪期間中において、高松宮記念杯競輪の趣旨である「東西対抗」に倣い、ガールズケイリン選手を登録地により東日本地区・西日本地区に分け、それぞれ選考期間中における競走得点上位者を14名ずつを基本に合計28名を選考し東西別の勝ち上がりにより頂点を競う、4レース制1概定のトーナメントを開催する。また、この新設トーナメントの優勝者には、当年のガールズグランプリ出場権を付与することも併せて発表された。なお、新設されるトーナメントの名称については今後発表予定[120][119][121]。

### 10月
- 03日 - 【実施】 静岡競輪場にて、ミッドナイト競輪を開始（全国29場目）[84]。→ 8月5日
- 12日 - 【記録】 加瀬加奈子（新潟・102期、L1）が、函館FI（ナイター）にて42歳4か月12日で優勝。7月に自身が更新したガールズケイリン最年長優勝記録を再度更新した（更新は3度目）[3]。 → 7月13日
- 14日（現地時間） - 【記録】【事象】 窪木一茂（福島・119期、A2）が、フランス・サン＝カンタン＝アン＝イヴリーヌで行われた世界選手権男子スクラッチにて、日本人初となる銀メダルを獲得（同種目における日本人選手によるメダル獲得は、2010年に銅メダルを獲得した盛一大以来）。また、A級2班格付けであった窪木は、この世界選手権でのメダル獲得により例外規程が適用され、翌10月15日付でS級2班へ特別昇級した。A級選手がオリンピックおよび世界選手権でのメダル獲得により特別昇級を果たした初のケースともなった[122][123]。
- 15日 - 【実施】 京王閣競輪場にて、ミッドナイト競輪を開始（全国30場目）[85]。→ 8月5日
- 16日（現地時間） - 【記録】 佐藤水菜（神奈川・114期、L1）が、フランス・サン＝カンタン＝アン＝イヴリーヌで行われた世界選手権女子ケイリンにて、2大会連続となる銀メダルを獲得[124][125]。
- 17日 - 【人事】 第24回読売新聞社杯全日本選抜競輪（2008年）を制覇し、KEIRINグランプリにも3回出場した三宅伸（岡山・64期、A1）が、現役引退する意向であることが判明。17日に選手会に退会手続きを取る予定[126]。
  - その後、10月24日付で選手登録消除され正式に引退。通算戦績2776戦430勝、優勝45回。生涯獲得賞金10億8547万6931円[127]。
- 17日 - 【広報】 全国競輪施行者協議会は、2022年度上期（4月〜9月）の全国競輪場車券売上高を発表。当期の売上高は5268億9835万2900円（PIST6も含む）となり、前年同期比で119%と大幅増を達成し、年間での売上高1兆円台が視野に入った（売上高年間1兆円以上は、2002年度の1兆464億7514万1700円以来となる）[128]。
- 23日 - 【記録】 新田祐大（福島・90期、S1）が、GI・第31回寬仁親王牌・世界選手権記念トーナメント（前橋）で優勝。新田にとって3年ぶり9度目のGI優勝であるとともに、寬仁親王牌を初優勝したことで、現行のGI6大会を全て制覇。史上4人目、現行のGI6大会制では1999年に達成した神山雄一郎（栃木・61期、S1）以来23年ぶり2人目となるグランドスラムを達成[129][130]。また、36歳8か月での達成は史上最年長（過去の3人はいずれも30歳で達成）、選手登録日（新田は2005年5月1日）から達成までの17年5か月23日も史上最長（最短は滝澤正光の11年7か月27日。但し当時は5タイトル）であった[131]。
  - その後、2023年5月11日に、JKA本部においてグランドスラム達成に係る表彰式が行われた[132]。
- 26日 - 【人事】 高木真備氏（106期・東京、引退）が、一般社団法人日本名輪会に初の女子社員（会員）として入社（なお、プレスリリースは27日）[133][134]。
- 30日 - 【記録】 京王閣競輪場での開設73周年記念ゴールドカップレース（GIII）2日目第9レース（二次予選）において、1着⑥上野優太・2着④成田健児・3着②川津悠揮となり3連単⑥④②の配当は143万8960円となり、グレードレースにおける3連単史上最高配当記録を更新。従来のGIIIでの記録は、2014年8月3日の向日町記念最終日第11レース（ワールドステージ）における⑥稲毛健太・④諸橋愛・⑨林雄一による126万6240円で、GIでは2009年5月4日の岸和田SSシリーズ風光る2日目第10レース（準決勝）における④成田健児・⑦岩本和也・⑤廣川貞治による139万10円であった[135]。

### 11月
- 01日 - 【記録】 加瀬加奈子（新潟・102期、L1）が、富山FII2日目第6レース（予選２）で1着となり、通算300勝を達成[136]。ガールズケイリンでは10人目、デビューから10年4か月（デビュー日は含まない）での達成であった。
- 06日 - 【記録】 清水裕友（山口・105期、SS）が、防府競輪場で行われた開設73周年記念（GIII）「周防国府杯争奪戦」で優勝。5年連続優勝となり、自身が持つ、同一競輪場におけるGIII連覇記録を更新（2002年4月のグレード制導入以降）[137]。なお、防府競輪場は本開催終了をもってスタンド改築工事を実施するため、今後2年間本場開催は休止となる（次回の開設記念は別の競輪場で代替開催予定）。→ 2021年11月3日
- 16日 - 【事象】 京都向日町競輪場において、電気施設のトラブルが発生。回復の目途が立たないことから、当日を初日とするFII（ミッドナイト）を3日間とも開催中止とした[138][139]。また、場外発売も20日まで中止となった。なお、京都向日町競輪場では、本年6月にも停電が発生し開催が順延となっている。→ 6月26日
- 27日 - 【記録】 平原康多（埼玉・87期、SS）が、小倉競輪場で行われたGI・朝日新聞社杯競輪祭において決勝戦6着となり、通算獲得賞金が15億645万6100円となり、15億円を突破。なお、通算獲得賞金15億円達成は、本年6月19日に達成した佐藤慎太郎（福島・78期、SS）以来通算12人目、現役選手では佐藤に次ぐ5人目の記録となった[140]。
- 28日 - 【記録】 小嶋敬二（石川・74期、S2）が、富山FI初日第9レース（予選）で1着（2着入線であったが繰り上がり）となり、現役では神山雄一郎（栃木・61期、S2。通算897勝）に次ぐ通算800勝を達成。デビューから28年3か月23日（デビューの日を含まない）、登録日から28年4か月27日（登録日を含まない）での達成であった[141][142]。

### 12月
- 13日 - 【広報】【実施】 JKAは、ガールズケイリンについて、今後は新コンセプトとして「プロスポーツ競技のまんなかへ」を制定し、併せてリブランディング第3弾となる変更点を発表。一つ目は、新テレビCMの発表で、2022年の競輪テレビCMの一つである「こんなスポーツ、他にないだろ？DRAMATIC SPORTS. KEIRIN」のガールズケイリン編を制作、放映する。二つ目は、2023年1月より使われる新ロゴの発表で、これまでガールズケイリンの英語表記は『GIRL'S KEIRIN』であったが、今後は「'（アポストロフィー）」を削除した『GIRLS KEIRIN』とする。三つ目は、2023年度よりガールズケイリンにおいてもグレード制の導入で、年間を通して年末のガールズグランプリを頂点としたレース体系に一新する。ガールズグランプリは男子のKEIRINグランプリと同じくGP格付けとし、これまで単発レースとして行われてきたガールズケイリンコレクションは新たに新設するGI格付けであるトーナメント戦『オールガールズクラシック』、『パールカップ』、『競輪祭女子王座戦』へと発展的解消し2023年度限りで廃止とする。また、これらGIレースの優勝者には優先的に同年末のガールズグランプリ出場権を付与することなどが決められた。四つ目は、2023年1月（厳密には2022年12月31日を初日とする節の開催）より、2011年にガールズケイリンロゴをデザインした東京藝術大学長濱雅彦教授デザインによる新ユニフォームの採用で、まずは同年末のガールズグランプリにて先行して着用する[143][144]。
- 14日 - 【記録】 山内卓也（愛知・77期、A1）が、豊橋FI2日目第5レース（準決勝）において1着となり、通算500勝を達成。S級創設（1983年4月）以降女子（1人）を含めて通算43人目となる記録で、デビューから26年7か月26日（デビュー日を含まない）での達成であった[145][146]。のち2023年3月11日、同じく500勝を達成した吉田敏洋（愛知・85期、S1）とともに名古屋競輪場にて表彰式が執り行われた[147]。
- 29日 - 【記録】 柳原真緒（福井・114期、L1）が、オッズパーク杯ガールズグランプリ2022で初出場初優勝。初出場初優勝は第1回の小林莉子を除くと初。また、優勝賞金1110万円（副賞込み）を加え年間獲得賞金額を3095万5400円とし初の賞金女王になったとともに、ガールズケイリン初の年間獲得賞金額3000万円突破で過去最高の年間獲得賞金額となった（従来は2015年に小林優香が記録した2976万7000円）[148]。
- 30日 - 【記録】 脇本雄太（福井・94期、SS）が、KEIRINグランプリ2022（平塚）で優勝。優勝賞金1億2380万円（副賞込み）を加え年間獲得賞金額を3億584万2300円とし、競輪のみならず公営競技初となる年間獲得賞金額3億円突破を達成した[149]。ほかにも、通算獲得賞金額10億円突破（KEIRINグランプリ終了時点で10億4503万5700円）を達成（2020年10月の新田祐大以来、通算37人目、現役では19人目[150]）したほか、KEIRINグランプリ勝利で当年は63戦51勝（勝率8割0分9厘5毛）とし、1965年に高原永伍（神奈川・13期、引退）が記録した年間最高勝率を57年ぶりに更新した（1965年の高原は81戦65勝で、勝率8割0分2厘4毛）[151]。さらに、前日のガールズグランプリで柳原真緒（福井・114期、L1）が優勝したことにより、初の同一年で男女とも同一支部所属選手による制覇ともなった。

### 新型コロナウイルス関連
COVID-19による競輪への影響やそれに関連する出来事は以下の通り。なお、以下では、原則としてGIなど重要度の高いレースに関する記事、開催中止・打ち切りについて記載する。

#### 1月
- 04日 - 【実施】 茨城県は、取手競輪場にて2月20日 - 23日にかけて開催予定の第37回読売新聞社杯全日本選抜競輪において、新型コロナウイルス感染症感染拡大防止及び円滑な運営を確保する観点から、有観客での開催とするが入場制限を実施することを発表。各日とも入場は事前申込（定員は特別観覧席300名を含めた2400人）とし、事前申込が定員を超えた場合は抽選とする。応募については、インターネットないし取手競輪場内・葉書・特設サイト応募フォームのいずれかで申し込む[152]。
  - その後2月2日に、応募者多数であったため抽選の上、当選者には4日に入場許可証を発送することを発表[153]。
- 15日 - 【事象】 岸和田市は、岸和田競輪場にて14日から開幕し16日まで開催予定であった岸和田FIIについて、関係者に新型コロナ感染症の陽性反応が出たため、公正安全な競走ができないと判断し、15日の2日目、および16日の最終日を中止・打ち切りとした[154]。コロナ関係で開催が中止・打ち切りとなったのは、2021年9月9日から11日まで開催予定であった久留米FI以来[155]。なお、この開催ではガールズケイリンコレクション2022・いわき平ステージ（5月5日開催予定）出場権を賭けたトライアルレースが開催されていたが、開催打ち切りにより、初日終了時点でポイント1位の尾方真生と石井寛子に出場権が与えられた[156]。
- 16日 - 【事象】 大垣市は、大垣競輪場にて17日から19日まで開催予定であった大垣FII（ミッドナイト）について、関係者に新型コロナ感染症の陽性反応が出たため、公正安全な競走ができないと判断し、開催中止を発表[157][158]。
- 19日 - 【事象】 前橋市は、前橋競輪場にて19日から開幕し21日まで開催予定であった前橋FI（ナイター）について、関係者に新型コロナウイルスの陽性反応が出たため、公正安全な競走ができないと判断し、初日19日の6レース目以降を中止・打ち切りとすることを発表[159][160]。
- 23日 - 【事象】 別府市は、別府競輪場にて22日から開幕し24日まで開催予定であった別府FI（ナイター）について、関係者に新型コロナウイルス感染者が出たため、公正安全な競走ができないと判断し、23日の2日目以降を中止・打ち切りとすることを発表[161][162]。
- 26日 - 【事象】 久留米市は、久留米競輪場にて27日から29日まで開催予定であった久留米FI（ナイター）について、関係者に新型コロナウイルス感染者が出たため、公正安全な競走ができないと判断し、開催を中止とすることを発表[163][164]。
- 28日 - 【事象】 川崎市は、川崎競輪場にて26日から開幕し28日まで開催予定であった川崎FII（ナイター）について、関係者に新型コロナウイルス感染者が出たため、公正安全な競走ができないと判断し、28日の最終日を中止・打ち切りとすることを発表[165][166]。
- 29日 - 【事象】 防府市は、小倉競輪場にて27日から開幕し29日まで開催予定であった小倉FII（ミッドナイト）について、関係者に新型コロナウイルス感染者が出たため、公正安全な競走ができないと判断し、29日の最終日を中止・打ち切りとすることを発表[167][168]。

#### 2月
- 01日 - 【事象】 JKAは、静岡県の伊豆事業所（日本競輪選手養成所）において1月26日から31日の間に勤務者3名、選手候補生20名の新型コロナウイルス感染が確認され、各人に対し療養措置を取ったと発表。勤務者3名については自宅療養措置とし、選手候補生20名は個室に隔離して療養措置を行い、経過観察を行っている状況となっている[1]。
  - その後、1日にも勤務者1名、2日にも選手候補生5名の[169]、5日から7日にかけても選手候補生6名の[170]、それぞれ感染が判明。
- 04日 - 【事象】 四日市市は、四日市競輪場にて6日から8日まで開催予定であった四日市FII（ミッドナイト）について、関係者に新型コロナウイルス感染者が出たため、公正安全な競走ができないと判断し、開催を中止とすることを発表[171][172]。
- 05日 - 【事象】 高松市は、高松競輪場にて4日から開幕し6日まで開催予定であった高松FII（モーニング）について、関係者に新型コロナウイルス感染者が出たため、公正安全な競走ができないと判断し、2日目の5日と最終日の6日の開催を中止・打ち切りとすることを発表[173][174]。
- 07日 - 【事象】 和歌山県は、和歌山競輪場にて5日から開幕し7日まで開催予定であった和歌山FIについて、関係者に新型コロナウイルス感染者が発生したため、公正安全な競走ができないと判断し、最終日の7日の第9レース以降の開催を中止・打ち切りとすることを発表[175][176]。
- 08日 - 【事象】 高知市は、高知競輪場にて7日から開幕し9日まで開催予定であった高知FIについて、関係者に新型コロナウイルス感染者が確認されたため、公正安全な競走ができないと判断し、最終日の9日の開催を中止・打ち切りとすることを発表[177][178]。
- 15日 - 【事象】 岐阜市は、岐阜競輪場にて14日から開幕し16日まで開催予定であった岐阜FIについて、関係者に新型コロナウイルス感染者が確認されたため、公正安全な競走ができないと判断し、最終日の16日の開催を中止・打ち切りとすることを発表[179]。
- 22日 - 【事象】 前橋市は、前橋競輪場にて21日から開幕し23日まで開催予定であった前橋FII（ミッドナイト）について、関係者に新型コロナウイルス感染者が確認されたため、公正安全な競走ができないと判断し、2日目の22日と最終日の23日の開催を中止・打ち切りとすることを発表[180][181]。
- 27日 - 【事象】 川崎市は、川崎競輪場にて27日から3月1日まで開催予定であった川崎FI（ナイター）について、関係者に新型コロナウイルス感染者が確認されたため、公正安全な競走ができないと判断し、開催を中止とすることを発表[182][183]。
- 28日 - 【事象】 静岡市は、静岡競輪場にて26日から開幕し28日まで開催予定であった静岡FIIについて、関係者に新型コロナウイルス感染者が確認されたため、公正安全な競走ができないと判断し、最終日の28日の開催を中止・打ち切りとすることを発表[184]。
- 28日 - 【事象】 玉野市は、玉野競輪場にて27日から開幕し3月1日まで開催予定であった玉野FII（ミッドナイト）について、関係者に新型コロナウイルス感染者が確認されたため、公正安全な競走ができないと判断し、2日目の28日と最終日の3月1日の開催を中止・打ち切りとすることを発表[185]。

#### 3月
- 02日 - 【事象】 北九州市は、小倉競輪場にて2日から4日まで開催予定であった小倉FII（ミッドナイト）について、関係者に新型コロナウイルス感染者が確認されたため、公正安全な競走ができないと判断し、開催を中止とすることを発表[186]。
- 03日 - 【事象】 奈良県は、奈良競輪場にて2日から開幕し4日まで開催予定であった奈良FII（ミッドナイト）について、関係者に新型コロナウイルス感染者が確認されたため、公正安全な競走ができないと判断し、2日目の3日と最終日の4日の開催を中止・打ち切りとすることを発表[187]。
- 25日 - 【事象】 千葉市は、TIPSTAR DOME CHIBAにて26日から27日まで開催予定であった「PIST6 Championship ZERO シーズンファイナル」について、開催関係者に新型コロナウイルス感染症の陽性反応が確認されたため、公正安全な競走が実施できないと判断し、全レースを開催中止とすることを発表[188]。2021年10月のPIST6開始以降、PIST6の開催中止は初の事象となった。
- 28日 - 【事象】 千葉市は、TIPSTAR DOME CHIBAにて4月2日から3日まで開催予定であった「PIST6 ファーストクォーターラウンド1」について、開催関係者に新型コロナウイルス感染症の陽性反応が確認されたため、公正安全な競走が実施できないと判断し、開催を中止とすることを発表[189]。

#### 4月
- 14日 - 【事象】 高知市は、高知競輪場にて13日から開幕し15日まで開催予定であった高知FII（モーニング）について、関係者に新型コロナウイルス感染疑いの者が確認されたため、公正安全な競走ができないと判断し、2日目の14日以降の開催を中止・打ち切りとすることを発表[190]。
- 14日 - 【事象】 函館市は、函館競輪場にて13日から開幕し15日まで開催予定であった函館FII（ミッドナイト）について、関係者に新型コロナウイルス感染者が発生したため、公正安全な競走ができないと判断し、2日目第9レース以降の開催を中止・打ち切りとすることを発表[191]。
- 15日 - 【事象】日本競輪選手会は、5月30日に佐世保競輪場にて開催を予定していた「第69回全日本プロ選手権自転車競技大会」（全プロ大会）について、新型コロナウイルスの感染が未だ収束していない点を考慮して中止すると発表。これにより全プロ大会は3年連続の中止となった。なお、FII全プロ記念競輪については5月28日・29日に同場にて開催予定である[192]。

#### 5月
- 08日 - 【事象】 防府市は、防府競輪場にて8日から開幕し10日まで開催予定であった防府FII（モーニング）について、関係者に新型コロナウイルス陽性者が確認されたため、公正安全な競走ができないと判断し、初日第8レース以降の開催を中止・打ち切りとすることを発表[193]。

#### 9月
- 20日 - 【事象】 武雄市は、武雄競輪場にて19日から開幕し21日まで開催予定であった[194]武雄FII（ナイター）について、関係者に新型コロナウイルス陽性者が確認されたため、公正安全な競走ができないと判断し、2日目第9レース以降の開催を中止・打ち切りとすることを発表[195][196]。新型コロナウイルス関係での開催中止・打ち切りは4か月ぶりとなった。
- 21日 - 【事象】 武雄市は、武雄競輪場にて26日から28日まで開催予定であった武雄FII（モーニング）について、関係者に新型コロナウイルス感染者が確認されたため、開催を中止とすることを発表[197][198]。

## GP
出典：
| レース名             | 場名 | 日程           | 優勝者   | 総売上 （ ）内は対前回比                             |
| -------------------- | ---- | -------------- | -------- | ---------------------------------------------------- |
| KEIRINグランプリ2022 | 平塚 | 12月30日（金） | 脇本雄太 | 62億4560万3400円 総売上：131億3355万7500円（101.3%） |

## GI
出典：
| レース名                                     | 場名     | 日程                         | 優勝者   | 総売上 （ ）内は対前回比    |
| -------------------------------------------- | -------- | ---------------------------- | -------- | --------------------------- |
| 第37回読売新聞社杯全日本選抜競輪             | 取手     | 02月20日（日） 〜 23日（水） | 古性優作 | 091億2742万5000円（103.7%） |
| 第76回日本選手権競輪                         | いわき平 | 05月03日（火） 〜 08日（日） | 脇本雄太 | 151億4506万8900円（124.5%） |
| 第73回高松宮記念杯競輪                       | 岸和田   | 06月16日（木） 〜 19日（日） | 古性優作 | 090億9932万9800円（112.3%） |
| 第65回オールスター競輪                       | 西武園   | 08月09日（火） 〜 15日（月） | 脇本雄太 | 128億4273万9700円（108.9%） |
| 第31回寬仁親王牌・世界選手権記念トーナメント | 前橋     | 10月20日（木） 〜 23日（日） | 新田祐大 | 083億1857万9000円（104.1%） |
| 第64回朝日新聞社杯競輪祭                     | 小倉     | 11月22日（火） 〜 27日（日） | 新山響平 | 122億7417万9200円（101.2%） |

## GII
出典：
| レース名                         | 場名   | 日程                         | 優勝者   | 総売上 （ ）内は対前回比   |
| -------------------------------- | ------ | ---------------------------- | -------- | -------------------------- |
| 第06回ウィナーズカップ           | 宇都宮 | 03月18日（金） 〜 21日（月） | 清水裕友 | 85億5773万3500円（124.5%） |
| 第18回サマーナイトフェスティバル | 玉野   | 07月16日（土） 〜 18日（月） | 松浦悠士 | 55億5121万7900円（112.0%） |
| 第38回共同通信社杯競輪           | 名古屋 | 09月16日（金） 〜 19日（月） | 郡司浩平 | 74億2849万1000円（122.8%） |
| ヤンググランプリ2022             | 平塚   | 12月28日（水）               | 菊池岳仁 | 7億8331万9700円            |

## GIII
出典：
| ※ | 「大阪・関西万博協賛競輪」 | ※※ | 「施設整備等協賛競輪」   |    |                                |
| ★ | 「ナイター開催」           | L  | ガールズケイリン組み込み | 替 | 代替地での開催 （熊本→久留米） |

| 最終日の企画レース（無印は実施せず）                                                | 最終日の企画レース（無印は実施せず）      | 最終日の企画レース（無印は実施せず） |
| ----------------------------------------------------------------------------------- | ----------------------------------------- | ------------------------------------ |
| AF = レインボーカップA級ファイナル                                                  | CF = レインボーカップチャレンジファイナル |                                      |
| NC = ルーキーチャンピオンレース                                                     | GFQ = ガールズ フレッシュクイーン         |                                      |
| R+ = 競輪ルーキーシリーズ2022プラス（男は121期＜男子＞を、女は122期＜女子＞を対象） |                                           |                                      |

|    | 場名       | 備考             | 企画 | 日程                             | 優勝者           | 総売上 （ ）内は目標額     |
| -- | ---------- | ---------------- | ---- | -------------------------------- | ---------------- | -------------------------- |
| 28 | 立川       |                  |      | 01月04日（火） 〜 01月07日（金） | 吉田拓矢         | 67億3424万1100円（65億円） |
| 55 | 和歌山     |                  |      | 01月09日（日） 〜 01月12日（水） | 郡司浩平         | 61億1911万9100円（50億円） |
| 25 | 大宮       |                  |      | 01月15日（土） 〜 01月18日（火） | 平原康多         | 59億5568万3000円（55億円） |
| 45 | 豊橋       |                  |      | 01月20日（木） 〜 01月23日（日） | 原田研太朗       | 56億2345万2800円（50億円） |
| 71 | 高松       |                  |      | 01月27日（木） 〜 01月30日（日） | 山田久徳         | 55億9882万4300円（50億円） |
| 38 | 静岡       |                  |      | 02月03日（木） 〜 02月06日（日） | 佐藤慎太郎       | 61億2997万3300円（50億円） |
| 53 | 奈良       |                  |      | 02月10日（木） 〜 02月13日（日） | 松浦悠士         | 56億1264万7900円（50億円） |
| 74 | 高知       | ※※               |      | 02月26日（土） 〜 03月01日（火） | 阿部将大         | 53億9170万7000円（40億円） |
| 42 | 名古屋     |                  | NC   | 03月03日（木） 〜 03月06日（日） | 眞杉匠           | 62億3966万0500円（53億円） |
| 44 | 大垣       |                  |      | 03月10日（木） 〜 03月13日（日） | 平原康多         | 56億4173万8500円           |
| 61 | 玉野       |                  |      | 03月26日（土） 〜 03月29日（火） | 脇本雄太         | 59億0309万8400円（50億円） |
| 35 | 平塚       |                  | GFQ  | 04月07日（木） 〜 04月10日（日） | 佐藤慎太郎       | 58億9677万8100円（60億円） |
| 34 | 川崎       |                  |      | 04月14日（木） 〜 04月17日（日） | 郡司浩平（同着） | 60億0330万3500円（60億円） |
| 34 | 川崎       | 松浦悠士（同着） |      | 04月14日（木） 〜 04月17日（日） |                  | 60億0330万3500円（60億円） |
| 84 | 武雄       |                  |      | 04月23日（土） 〜 04月26日（火） | 平原康多         | 58億2668万3600円（50億円） |
| 12 | 青森       | ※※               |      | 04月28日（木） 〜 05月01日（日） | 河端朋之         | 55億6787万2600円（50億円） |
| 11 | 函館       | ★                |      | 05月14日（土） 〜 05月17日（火） | 瓜生崇智         | 54億7528万6900円（40億円） |
| 24 | 宇都宮     |                  |      | 05月19日（木） 〜 05月22日（日） | 吉田拓矢         | 54億4209万4700円（50億円） |
| 23 | 取手       |                  | AF   | 06月04日（土） 〜 06月07日（火） | 吉澤純平         | 54億0484万3400円（60億円） |
| 31 | 松戸       | ★L               |      | 06月09日（木） 〜 06月12日（日） | 脇本雄太         | 44億9225万5000円（45億円） |
| 83 | 久留米     |                  | CF   | 06月25日（土） 〜 06月28日（火） | 北津留翼         | 54億5999万2000円（55億円） |
| 74 | 小松島     |                  |      | 06月30日（木） 〜 07月03日（日） | 眞杉匠           | 56億3924万3200円（55億円） |
| 51 | 福井       |                  |      | 07月07日（木） 〜 07月10日（日） | 菅田壱道         | 46億8539万7300円（55億円） |
| 85 | 佐世保     |                  |      | 07月23日（土） 〜 07月26日（火） | 山田庸平         | 47億7018万9700円（52億円） |
| 21 | 弥彦       |                  |      | 07月28日（木） 〜 07月31日（日） | 平原康多         | 49億8978万3800円（50億円） |
| 56 | 岸和田     | ※                |      | 08月04日（木） 〜 08月07日（日） | 山本伸一         | 34億8525万9300円（35億円） |
| 11 | 函館       | ★L               |      | 08月04日（木） 〜 08月07日（日） | 坂本貴史         | 32億1658万8300円（30億円） |
| 46 | 富山       |                  |      | 08月20日（土） 〜 08月23日（火） | 松浦悠士         | 49億1393万2100円（55億円） |
| 36 | 小田原     |                  |      | 08月25日（木） 〜 08月28日（日） | 深谷知広         | 49億8226万2900円（55億円） |
| 43 | 岐阜       |                  | R+男 | 09月01日（木） 〜 09月04日（日） | 松浦悠士         | 53億9337万7100円（50億円） |
| 12 | 青森       |                  |      | 09月08日（木） 〜 09月11日（日） | 吉田拓矢         | 55億0945万6100円（52億円） |
| 54 | 京都向日町 |                  |      | 09月24日（土） 〜 09月27日（火） | 脇本雄太         | 51億1988万5900円（53億円） |
| 87 | 熊本       | 替               | R+男 | 10月01日（土） 〜 10月04日（火） | 郡司浩平         | 52億9866万1800円（50億円） |
| 54 | 松阪       |                  |      | 10月07日（金） 〜 10月10日（月） | 山田久徳         | 51億8255万1700円（50億円） |
| 75 | 松山       | ★L               |      | 10月13日（木） 〜 10月16日（日） | 福田知也         | 39億5636万6300円（40億円） |
| 27 | 京王閣     |                  | R+女 | 10月29日（土） 〜 11月01日（火） | 宿口陽一         | 56億5138万7900円（55億円） |
| 63 | 防府       |                  |      | 11月03日（木） 〜 11月06日（日） | 清水裕友         | 53億2027万8000円（53億円） |
| 48 | 四日市     | ★                |      | 11月10日（木） 〜 11月13日（日） | 守澤太志         | 48億4328万3100円（45億円） |
| 46 | 富山       | ※※               |      | 11月17日（木） 〜 11月20日（日） | 飯野祐太         | 38億3342万9600円（50億円） |
| 71 | 高松       |                  |      | 12月03日（土） 〜 12月06日（火） | 佐々木悠葵       | 46億0111万2400円（52億円） |
| 31 | 松戸       | ★                |      | 12月08日（木） 〜 12月11日（日） | 岩本俊介         | 50億1198万8300円（50億円） |
| 62 | 広島       |                  | AF   | 12月15日（木） 〜 12月18日（日） | 松浦悠士         | 53億6269万5600円（50億円） |
| 37 | 伊東温泉   |                  | CF   | 12月22日（木） 〜 12月25日（日） | 野原雅也         | 57億1349万7900円（52億円） |

## FI
| 場名       | タイトル               | 日程                         | 優勝者   | 総売上           |
| ---------- | ---------------------- | ---------------------------- | -------- | ---------------- |
| 京都向日町 | 大阪・関西万博協賛競輪 | 01月24日（月） 〜 26日（水） | 長島大介 | 19億6817万6600円 |
| 平塚       | 寺内大吉記念杯競輪     | 12月28日（水） 〜 30日（金） | 松井宏佑 | 52億8930万4900円 |

## FII
| 場名   | タイトル                               | 日程           | 優勝者   | 売上                                                         |
| ------ | -------------------------------------- | -------------- | -------- | ------------------------------------------------------------ |
| 名古屋 | ルーキーチャンピオンレース（NC） 119期 | 03月06日（日） | 犬伏湧也 | 2億2599万8800円                                              |
| 佐世保 | スーパープロピストレーサー賞           | 05月29日（日） | 守澤太志 | 4億5349万0200円 全プロ記念総売上：30億7573万6000円（28億円） |

## GPメンバー・4日制以上のGI決勝進出者（28名）
- a北日本、b関東、c南関東 / D中部、E近畿、F中国、G四国、H九州
- 棄 ＝ 途中棄権、失 ＝ 失格、B ＝ 最終バックストレッチの先頭通過者
- 賞金 ＝ 取得賞金額順位でのGP出場
- * ＝ 本年度のS級S班（残り1名は宿口陽一）

| 県  | 期  |             | 400 全日 選 | 400 ダー ビー | 400 高松 宮杯 | 400 オー ル | 335 親王 牌 | 400 競輪 祭 | 400 G P    |
|     |     |             | 差          | 捲            | 捲            | 捲          | 差          | 捲          | 捲         |
| --- | --- | ----------- | ----------- | ------------- | ------------- | ----------- | ----------- | ----------- | ---------- |
| E大 | 100 | 古性優作*   | 1           | 5             | 1             | 4           | 5 B         | 丶          | 2 ★★       |
| F広 | 098 | 松浦悠士*   | 2           | 丶            | 丶            | 2 B         | 3           | 丶          | 5 （賞2）  |
| a島 | 090 | 新田祐大    | 3           | 丶            | 丶            | 丶          | 1           | 9           | 6 ★        |
| a島 | 078 | 佐藤慎太郎* | 4           | 2             | 5             | 丶          | 丶          | 丶          | 7 （賞6）  |
| c静 | 096 | 深谷知広    | 5同         | 丶            | 丶            | 丶          | 丶          | 丶          | 丶         |
| D三 | 090 | 浅井康太    | 5同         | 丶            | 丶            | 丶          | 丶          | 丶          | 丶         |
| a島 | 088 | 成田和也    | 7           | 丶            | 6             | 8           | 丶          | 7           | 丶         |
| b埼 | 087 | 平原康多*   | 8           | 4             | 丶            | 丶          | 6           | 6           | 4 （賞7）  |
| G徳 | 109 | 太田竜馬    | 9 B         | 丶            | 丶            | 丶          | 丶          | 丶          | 丶         |
| E井 | 094 | 脇本雄太    | 丶          | 1             | 丶            | 1           | 丶          | 丶          | 1 B ★★     |
| a秋 | 096 | 守澤太志*   | 丶          | 3             | 丶            | 3           | 2           | 5           | 失 （賞5） |
| H佐 | 082 | 荒井崇博    | 丶          | 6             | 4             | 丶          | 丶          | 4           | 丶         |
| F山 | 105 | 清水裕友*   | 丶          | 7             | 丶            | 丶          | 丶          | 丶          | <補欠>     |
| E和 | 085 | 東口善朋    | 丶          | 8             | 丶            | 丶          | 丶          | 丶          | 丶         |
| b栃 | 113 | 眞杉匠      | 丶          | 9 B           | 丶            | 丶          | 丶          | 丶          | 丶         |
| H佐 | 094 | 山田庸平    | 丶          | 丶            | 2             | 丶          | 丶          | 丶          | 丶         |
| H福 | 087 | 園田匠      | 丶          | 丶            | 3             | 丶          | 丶          | 丶          | 丶         |
| b新 | 079 | 諸橋愛      | 丶          | 丶            | 7             | 丶          | 丶          | 丶          | 丶         |
| a島 | 099 | 小松崎大地  | 丶          | 丶            | 8 B           | 6           | 9           | 丶          | 丶         |
| c神 | 099 | 郡司浩平*   | 丶          | 丶            | 9             | 丶          | 丶          | 2           | 3 （賞4）  |
| a青 | 107 | 新山響平    | 丶          | 丶            | 丶            | 5           | 丶          | 1 B         | 8 ★        |
| b茨 | 101 | 吉澤純平    | 丶          | 丶            | 丶            | 7           | 丶          | 丶          | 丶         |
| E井 | 117 | 寺崎浩平    | 丶          | 丶            | 丶            | 9           | 丶          | 丶          | 丶         |
| E大 | 090 | 稲川翔      | 丶          | 丶            | 丶            | 丶          | 4           | 丶          | 丶         |
| b茨 | 107 | 吉田拓矢*   | 丶          | 丶            | 丶            | 丶          | 7           | 丶          | 丶         |
| H長 | 086 | 井上昌己    | 丶          | 丶            | 丶            | 丶          | 8           | 丶          | 丶         |
| c神 | 095 | 小原太樹    | 丶          | 丶            | 丶            | 丶          | 丶          | 3           | 丶         |
| b栃 | 115 | 坂井洋      | 丶          | 丶            | 丶            | 丶          | 丶          | 8           | 丶         |

## 女子
格付けは全てFII

### ガールズケイリン特別競走
出典：
| レース名                                                                | 場名     | 日程                         | 優勝者   | 売上             |
| ----------------------------------------------------------------------- | -------- | ---------------------------- | -------- | ---------------- |
| ガールズケイリンコレクション2022 宇都宮ステージ                         | 宇都宮   | 03月21日（月）               | 石井寛子 | 2億4282万7800円  |
| ガールズ フレッシュクイーン（GFQ） 118期・120期                         | 平塚     | 04月10日（日）               | 尾方真生 | 8901万7100円     |
| ガールズケイリンコレクション2022 いわき平ステージ                       | いわき平 | 05月05日（木）               | 柳原真緒 | 2億9726万6800円  |
| ガールズケイリンフェスティバル2022                                      | 玉野     | 07月16日（土） 〜 18日（月） | 佐藤水菜 | 7億8504万6400円  |
| ガールズケイリンコレクション2022 西武園ステージ・アルテミス賞レース     | 西武園   | 08月10日（水）               | 小林莉子 | 1億9897万6700円  |
| ガールズケイリンコレクション2022 西武園ステージ・ガールズドリームレース | 西武園   | 08月11日（木）               | 佐藤水菜 | 2億5846万0000円  |
| ティアラカップ                                                          | 名古屋   | 09月19日（月）               | 奥井迪   | 1億7623万5700円  |
| ガールズグランプリトライアル2022 トパーズ                               | 小倉     | 11月22日（火） 〜 24日（木） | 佐藤水菜 | 14億1189万8500円 |
| ガールズグランプリトライアル2022 アメジスト                             | 小倉     | 11月22日（火） 〜 24日（木） | 児玉碧衣 | 14億1189万8500円 |
| オッズパーク杯ガールズグランプリ2022                                    | 平塚     | 12月29日（木）               | 柳原真緒 | 7億7703万4100円  |

## 獲得賞金ランキング
- “2022 年（1 月～12 月）賞金取得上位 30 名一覧表（男子）” (PDF).   KEIRIN.JP（JKA） (2023年1月6日). 2023年1月7日閲覧。
- “2022 年（1 月～12 月）賞金取得上位 20 名一覧表（女子）” (PDF).   KEIRIN.JP（JKA） (2023年1月6日). 2023年1月7日閲覧。